# Canova (Dakota del Sur)
Canova es un pueblo ubicado en el condado de Miner en el estado estadounidense de Dakota del Sur. En el Censo de 2010 tenía una población de 105 habitantes y una densidad poblacional de 129,11 personas por km².

## Geografía
Canova se encuentra ubicado en las coordenadas 43°52′53″N 97°30′14″O / 43.88139, -97.50389. Según la Oficina del Censo de los Estados Unidos, Canova tiene una superficie total de 0.81 km², de la cual 0.81 km² corresponden a tierra firme y (0%) 0 km² es agua.

## Demografía
Según el censo de 2010, había 105 personas residiendo en Canova. La densidad de población era de 129,11 hab./km². De los 105 habitantes, Canova estaba compuesto por el 98.1% blancos, el 1.9% eran afroamericanos, el 0% eran amerindios, el 0% eran asiáticos, el 0% eran isleños del Pacífico, el 0% eran de otras razas y el 0% pertenecían a dos o más razas. Del total de la población el 7.62% eran hispanos o latinos de cualquier raza.